# 原子线滤波器

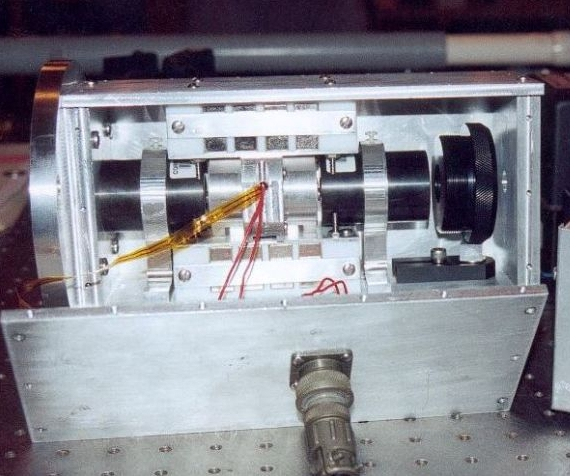
乔纳斯·赫丁设计、制作并拍照的钾法拉第滤波器，用在阿雷西博天文台的日间光学雷达测量

原子线滤波器是物理科学中用于过滤电磁辐射的高效光学带通滤波器，工作过程精准，而且信号损失极小。原子线滤波器的工作原理是吸收或共振原子蒸气光谱线，所以也称原子共振滤波器。
原子线滤波器主要分三大类：吸收－再发射原子线滤波器、法拉第滤波器，以及福格特滤波器。吸收－再发射滤波器的面世时间最早，所以通常简称“原子线滤波器”，另外两种大多采用全称“法拉第滤波器”和“福格特滤波器”。原子线滤波器可以根据不同需求采用不同设计和工作机制，但基本策略相同：利用金属蒸气狭窄的吸收谱线或共振谱线来过滤光，除特定頻率能通过外，其他光线都被阻挡。
原子线滤波器在光学上可以起到锁相放大器的作用，通常在需要有效检测窄带信号（几乎都是激光）的科学应用中使用，如果没有这样的设备，窄带信号就会被日光之类宽带信息源遮挡。除光学雷达经常使用外，人们还在研究原子线滤波器对激光通讯系统的潜在用途。与干扰滤波器和利奥滤光器之类常规电介质滤光器相比，原子线滤波器效果最为理想，但因结构更加复杂导致只能在抑制背景的检测环境中使用，实现抑制强烈背景信息源，检测弱信号的目的。与同属高端滤光器的法布里－珀罗干涉仪相比，法拉第滤波器更加坚固耐用，而且1.5万美元的单价只有前者六分之一。

## 历史
原子线滤波器的前身是20世纪50年代尼古拉斯·布隆伯根设计的红外量子计数器，是根据约瑟夫·韦伯（Joseph Weber）理论设计的量子力学放大器，能以极小噪音檢測红外线辐射。X射线和伽马射线放大器实现零自发辐射后，韦伯认为可以将技术应用到红外光谱。布隆伯根详细描述这种设备，并称为“红外量子计数器”。
无论射线放大器、伽马射线放大器还是红外量子计数器，使用的介质都是晶体和过渡金属离子杂质，吸收低能量光并重新发射成可见光。到20世纪70年代，人类又在“原子蒸气量子计数器”中使用原子蒸气检测红外电磁辐射，因为这种方式比之前使用金属盐和晶体效果更好。
接下来，科学家利用红外线放大器的基本工作原理开发被动钠原子线滤波器。这种设计及紧随其后的设计尚欠成熟，量子效率都很低，响应速度慢。由于这便是原子线滤波器的原始设计，许多文献便专门用“原子线滤波器”代指吸收－再发射原子线滤波器。1977年，杰里·吉尔布瓦克斯（Jerry A. Gelbwachs）、克里斯托弗·克莱因（Christopher F. Klein）和约翰·韦塞尔（John E. Wessel）制出第一台主动原子线滤波器。
法拉第滤波器在1978年前面世，与当时的吸收－再发射原子线滤波器相比“进步显著”。1992年8月26日，詹姆斯··门德斯（James H. Menders）和埃里克·科雷瓦（Eric J. Korevaar）获得福格特滤波器专利，比之前两种滤波器更先进。福格特滤波器更加紧凑，“很容易设计成与永磁体一起使用”。1996年，法拉第滤波器已开始结合光学雷达使用。

## 特征
原子线滤波器的技术定义是“超窄带、大接收角的各向同性滤光器”，其中“超窄带”指能夠通過设备的狭窄频率范围，原子线滤波器的通频带大多在0.001纳米量级。大接收角指设备的接收角很大（接近180°），是原子线滤波器的重要参数；光线以一定角度射入基于反射层和折射层间距工作的传统电介质滤光器时，有效间隔会发生变化。
滤波器的确切参数（温度、磁场强度、波长等）能按具体需要调整。由于系统结构极其复杂，各项参数需用计算机计算。

### 输入/输出
原子线滤波器能在电磁波谱的紫外线、可见光和红外线频率范围工作。吸收－再发射原子线滤波器工作时必须改变光线频率，被动设备还需转至低频（即红移）来节约能源，这也导致被动设备通常无法在红外线频率工作，因为输出频率太低，已经没有意义。如果配合光电倍增管，那么“原子共振滤波器的输出波长应该能够保持在特定光谱区，确保商用、大范围、长寿命的光电倍增管能保持最高灵敏度”。这类应用下，主动原子线滤波器功能更便捷，比被动原子线滤波器更具优势，“产生接近紫外线的输出波长，这样的光谱区能让功能完善的光电倍增管保持最高灵敏度”。
被动原子线滤波器的输入频率几乎必须完全对应蒸气室的自然吸收光谱线，主动原子线滤波器远比被动设备灵活，但激发的蒸气会促使设备吸收其他频率的光。

### 响应时间和传输效率
吸收－再发射原子线滤波器的响应时间直接影响光源向接收器传送信息的速率，所以最小响应时间是这类原子线滤波器的重要特征。吸收－再发射原子线滤波器的响应时间很大程度上取决于蒸气室内已激发原子的自发衰减。杰里·盖布瓦克斯曾于1988年记载：“通常快速自发发射时间约为30纳秒，说明信息传送速率上限约为30兆赫兹。”
人类想方设法缩短原子线滤波器的响应时间。20世纪80年代后期，人们已经开始用某些气体来催化蒸气室电子衰减。1989年，埃里克·科雷瓦（Eric Korevaar）设计出“快速原子线滤波器”，能在没有感光板的情况下检测发出的荧光。凭借这些手段，人类已经轻易达到千兆赫兹的传输效率。

### 效用

#### 效率

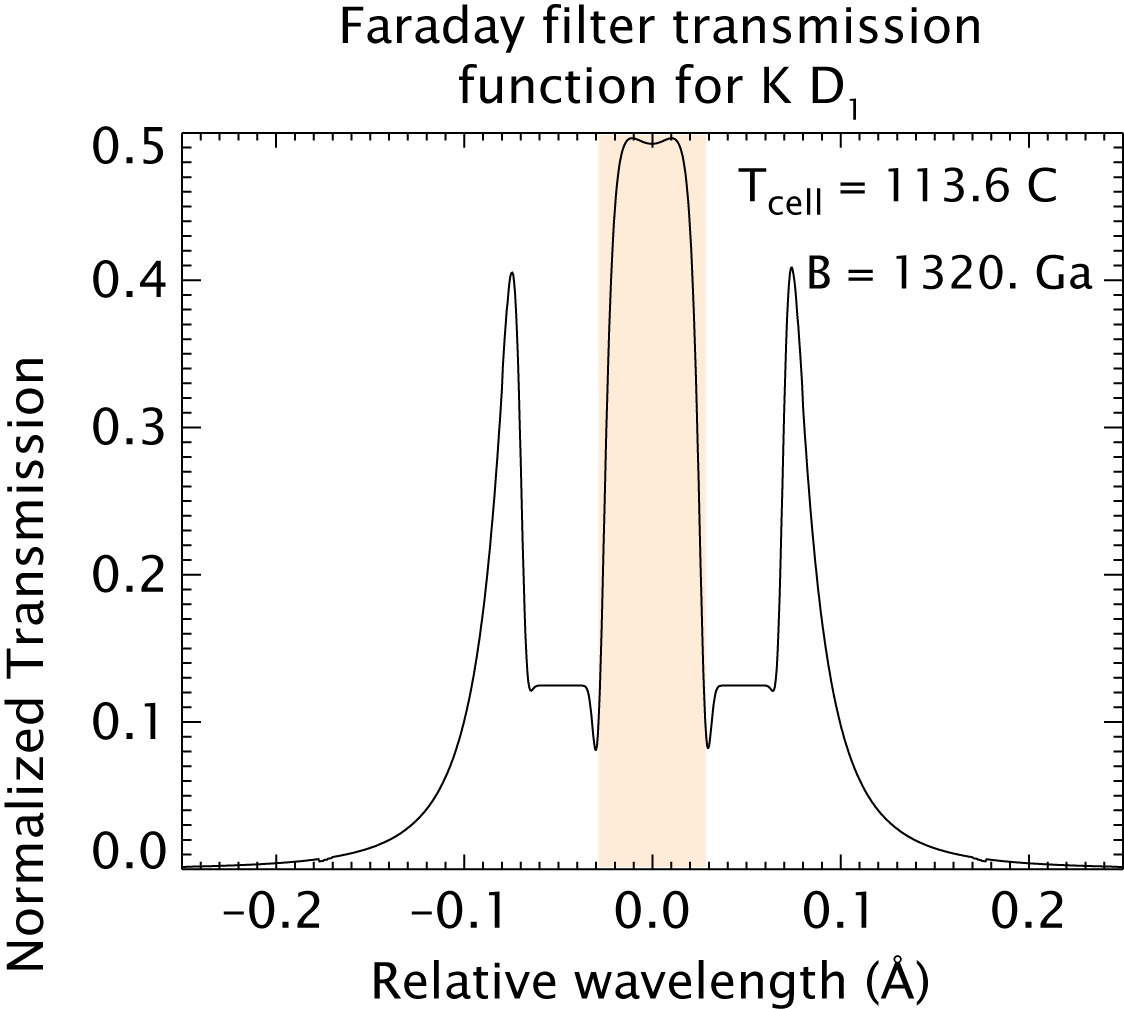
钾法拉第色散滤光器的相对波长传送图，中间的D1过渡位是770.1093纳米。传送图仅针对单极化，表明最大传送率为0.5。粉红色突出显示部分通常代表传送光谱，图上没有显示光损耗

原子线滤波器本质上是非常高效的滤光器，通常属“超高品质”类，品質因子在105到106范围。这一定程度上是因为“交叉偏振片……能够以优于10−5的抑制比阻挡背景光”。法拉第滤波器的通频带通常为数，总输出可能在总输入光强度的一半左右。光损耗由不够完善的透镜、滤镜和窗口反射或吸收。

#### 带通
原子线滤波器带通一般和蒸气室多普勒輪廓相等，频率就在纯光源能激发蒸气室的自然范围。多普勒輪廓指蒸气室因分子运动影响发射的多普勒频移辐射光谱宽度，该数值在原子偏大、温度偏低时偏小，这样的系统更为理想。
部分因素会导致实际情况与上述不符，如果能确保传送光谱宽带大于多普勒增宽效果就更理想。以追踪快速加速的目标为例，原子线滤波器的带通必须在反射光最大和最小值范围内。目前公认的带通提升法是向蒸气室输入惰性气体，这样不但能加宽光谱线，还能提升滤波器传送效率。

#### 噪音源
原子线滤波器虽然效率很高，但还远非完美，存在许多会导致错误（又称“噪音”）的问题，例如与滤波器工作过程和信号光源强度无关的电磁辐射。原子线滤波器本身及其内部的熱輻射产生噪音，部分热辐射直接由滤波器产生，而且正好在第二道宽带滤光器的带通范围内。如果滤波器的输出设定在红外线范围，就会因为绝大多数热辐射都在红外光谱范围内而出现更多噪音。这些熱輻射可能会激发蒸气，还可能产生设备用来检测的辐射。
主动原子线滤波器没有“状态选择”功能，所以比被动设备更容易产生噪音，持续的输入可能意外激发错误光线击中的原子直达能量临界点，进而自发发出辐射。
原子吸收或共振线激发非目標波長，也会产生噪音，虽然多數“附近”躍遷產生的波長至少距目標十纳米，宽带滤波器足以阻挡，但目标吸收线的精细和超精细结构可能吸收不正确的光谱频率，然后传递至输出传感器。

#### 关联现象

氢的斯塔克分裂，斯塔克位移的能量本征值在此用于显示电场强度

辐射俘获效应可能严重影响原子线滤波器性能，所以需要调整设备。20世纪70年代至80年代初，人类利用原子线滤波器开展的原始研究严重高估信号带宽。研究、分析辐射俘获效应并优化设备后，情况显著改观。
蒸气室共振线的位置和宽带是所有原子线滤波器最重要的特征。受斯塔克效应和塞曼分裂影响，基准吸收线可能“分裂”至更细，“可以利用这种效果来调谐检测器。”因此，操纵电场和磁場可能会改变滤波器的其他特征（即造成带通变更）。

## 类型

吸收－再发射原子线滤波器工作原理抽象矢量图，显示窄带光线如何通过两个宽带滤光镜，制成非常精准的滤波器。在此细致操控光源频率可能实现空间平移，法拉第滤波器和福格特滤波器都采用类似原理，不过这两种滤波器不改变光线频率，而是改变偏振方向

### 吸收－再发射原子线滤波器
吸收－再发射原子线滤波器吸收所需波长的光后发射能绕过宽带滤光镜的光，其中被动机型用高通滤波器阻挡所有低能量入射光，蒸气室吸收的信号与蒸气中的极细吸收线重合，室内原子随即激发。接下来蒸气室经过更低频率的荧光再发射光信号。另外还有低通滤波器阻挡高于荧光频率的辐射。主动机型利用光泵和电泵作用激发原子吸收或发射不同波长的光。主动原子线滤波器可能需要其他传统滤光器系统配合。

法拉第滤波器的光偏振

### 法拉第滤波器
法拉第滤波器又名磁光滤波器、法拉第色散滤光器或激发法拉第色散滤光器，工作原理是用蒸气室旋轉光的偏振。这种旋轉是因法拉第效应和异常色散效應，在原子吸收线附近发生，只旋轉具有蒸气室共振頻率的光，而其他頻率的电磁辐射則由偏振板阻挡。这种现象与塞曼效应（即原子吸收线在有磁场存在时会发生分裂）有关并受其影响增强。
目标辐射偏振的旋轉角与多个因素紧密相关，如磁场强度{\displaystyle B}、蒸气室宽度{\displaystyle d}、室内蒸气的韦尔代常数{\displaystyle {\mathcal {V}}}（由蒸气室温度、光线波长决定，有时还受磁场强度影响）。关系方程如下：
{\displaystyle \beta ={\mathcal {V}}Bd}

### 福格特滤波器
福格特滤波器是在法拉第滤波器的基础上把磁场偏移至与光方向垂直，而与偏振片的偏振成45°角。福格特滤波器中的蒸气室相当于半波片，在福格特效应影响下把偏振延缓180°。

## 通用部件

法拉第滤波器分解图。福格特滤波器需将磁场旋转90度。注意两个偏振片与偏振方向垂直

光线通过原子线滤波器前可能需要经过准直仪，用于矫直入射光线，确保光线接下来能够通过滤波器的其他部分，但部分情况下也可能不需要准直仪。准直仪后的高通滤波器能阻挡近波长太长的入射光，约占到全部入射光的一半。法拉第和福格特滤波器则用第一块偏振片阻挡不符要求的入射光。
出于实用角度考虑，人们还将其他系统结合原子线滤波器的其余部分使用。例如，法拉第滤波器使用的偏光片实际上已经不会阻挡大部分辐射，“因为这些偏光片只能在有限的波长范围内工作……（所以将）宽带干扰滤波器和法拉第滤波器结合使用”。干扰滤波器的带通可以达到实际滤光器的两百倍。光电倍增管也经常用于将输出信号强度提升到可用水平。雪崩光电二级管效率更高，能够取代光电倍增管使用。

### 蒸气室
虽然每种原子线滤波器的工作原理不尽相同，但配备的蒸气室都很相似。滤波器蒸气室的热力学特征与设备品质休戚与共，所以受到严格控制（如确保磁场的必要强度）。光线通过氟化镁之类材料制成的低反向窗口进出蒸气室，蒸气室的其他各面可以用任何不透明的材料，但考虑到蒸气室的温度通常超过100°C，所用的不透明材料一般是耐热金属或陶瓷。
原子线滤波器需要很高的蒸气室气压，所以大部分蒸气源是碱金属，许多碱金属还拥有所需光谱的吸收线和共振频率。常见的蒸气源金属包括钠、钾和铯，还可能用到氖这样的非金属蒸气。早期的量子计数器使用晶体中的固态金属离子，这样的材料应该也能在各种现代原子线滤波器上使用，但估计是因原子蒸气效果更好，还没有人尝试使用晶体。

## 应用领域
|  | （原子线滤波线）非常适合需在连续背景下检测弱激光信号的应用。 |

原子线滤波器能够有效滤除日光，识别微弱的窄带信号，所以在光学雷达与其他激光跟踪和检测应用中最为常见。这种设备还能用于过滤地球的热背景，检测抗生素药效或充当通用过滤器。

激光跟踪系统接收器端图纸

### 激光跟踪与通讯
如果没有原子线滤波器，激光跟踪与通讯可能非常困难。增强型感光耦合元件相机必须结合简单的电介质滤光器（如干扰滤波器）来远程检测激光发射。增强型感光耦合元件的效率不足，而且必须结合可见光谱范围内的脉冲激光传输。借助原子线滤波器的优异过滤系统，普通感光耦合元件都能使用更有效率的連續波激光。人类已经制出带通约为0.001纳米的原子线滤波器，改善经过传统过滤后激光接收器的背景抑制。新系统总能耗仅为老版本的三十到三十五分之一，所以人们已经提出并开发结合原子线滤波器并支持空基、水下通讯的敏捷激光通讯应用。

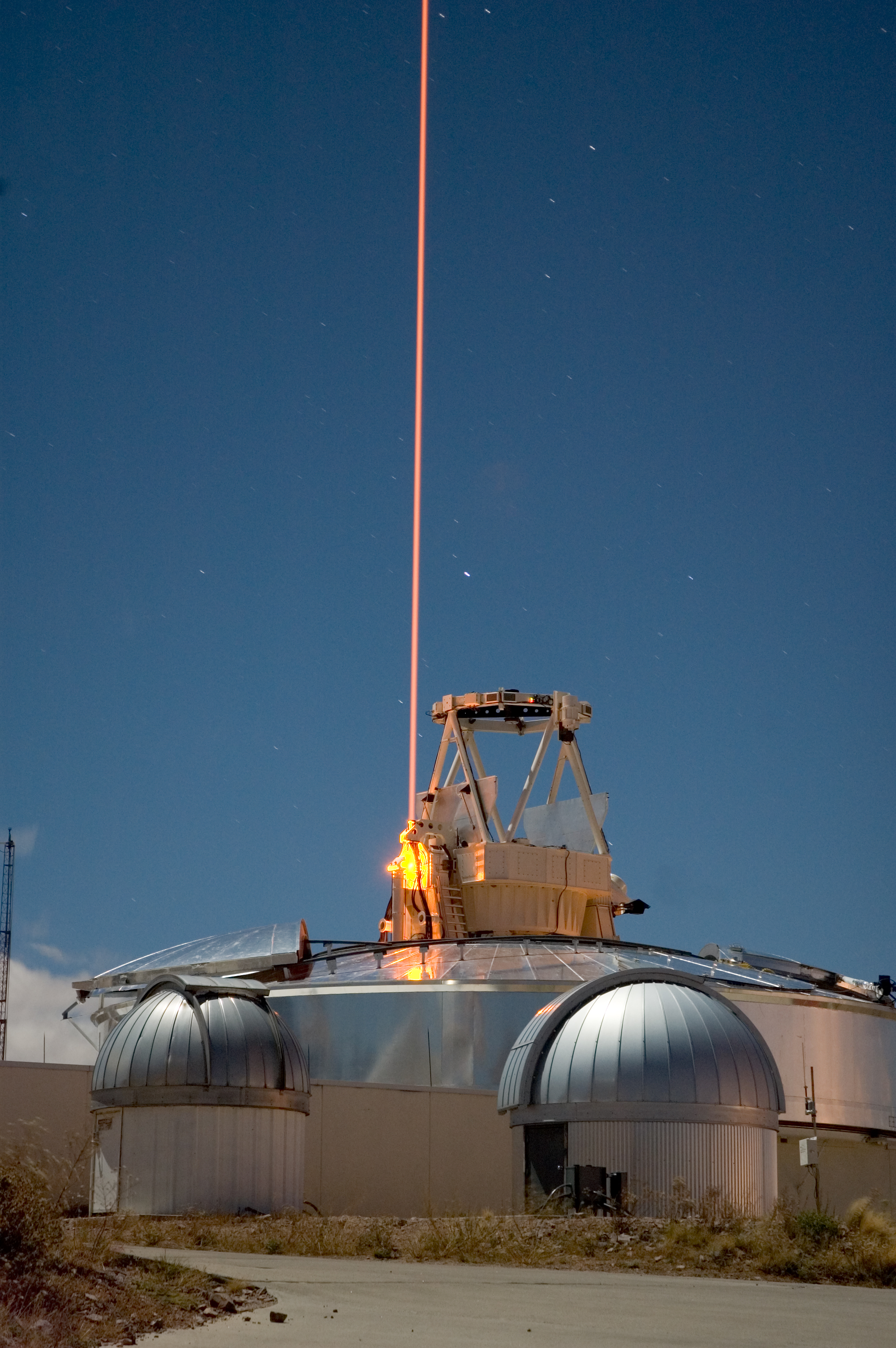
星火光学靶场光学雷达发射激光

### 光学雷达
光学雷达向大气的相应位置发射激光，然后分析反向散射回来激光束的多普勒频移，目标区域的风速、风向可能也要计算。由此可以研究热结构、中间层的季节变化，以及昼夜或半日周期的潮汐规律。这些信息对气象学和气候学举足轻重。
如果无法有效追踪微弱的激光信号，每天大气数据的收集就只能局限在太阳电磁辐射尚未淹没激光信号之时。在光学雷达上增加原子线滤波器能有效滤除干扰，确保任何时间都能收集数据。人类已经使用法拉第滤波器配合光学雷达超过十年，科学家在此期间对地球中层大气的了解远超原子线滤波器发明以前。

## 脚注
1. ↑  Hedin 2002，第2頁
2. 1 2 3 4 5 6 7 8  Gelbwachs 1988，第1266頁
3. 1 2 3 4 5 6 7  US 5731585
4. ↑  Oehry, Schupita & Sumetsberger 1994
5. 1 2 3  Hedin 2002，第8頁
6. 1 2 3 4 5  Gelbwachs 1988，第1270頁
7. ↑  US 5513032
8. 1 2 3  Fricke-Begemann, Alpers & Höffner 2002.
9. ↑  Weber 1957
10. ↑  Goodwin 1974
11. 1 2  Bloembergen 1958，第84頁
12. 1 2 3  Gelbwachs, Klein & Wessel 1977，第77頁
13. 1 2  Gelbwachs 1988，第1268頁
14. ↑  Webster's Online Dictionary 2006
15. ↑  Hedin 2002，第26頁
16. 1 2 3 4  Gelbwachs 1988，第1269頁
17. 1 2  Popescu & Walther 2005，第1頁
18. 1 2  Gelbwachs 1988，第1267頁
19. 1 2 3  US 5710652
20. 1 2  Hedin 2002，第33頁
21. ↑  Molisch & Oehry 1998，第366頁
22. ↑  Gelbwachs, Klein & Wessel 1979，第137頁
23. ↑  Molisch & Oehry 1998，第361頁
24. ↑  Friedman 2005
25. ↑  Hedin 2002，第25頁
26. ↑  Fitzpatrick 2014
27. ↑  Bass 1995，第35.45頁
28. ↑  Hedin 2002，第16頁
29. 1 2 3  US 7058110
30. ↑  Hedin 2002，第24頁
31. ↑  Menders, Searcy & Ross 1993
32. ↑  Endo et al. 1978
33. ↑  Gelbwachs 1988，第1276頁
34. ↑  US 5573927
35. ↑  US 5202741
36. ↑  US 5202741
37. ↑  Höffner & Fricke-Begemann 2005.
38. ↑  Sherman 2005

## 专利
- US patent 5029999,Kremer, Richard & Korevaar, Eric,「Laser radar device」,发表于1991-07-09,发行于1991-07-09,指定于Thermo Electron Tech
- US patent 5202741,Snyder, James J,「Active Imaging System with Faraday Filter」,发表于1993-04-13,发行于1993-04-13,指定于US Energy
- US patent 5513032,Billmers, Richard I; Contarino, Vincent M & Allocca, David M et al.,「Actively pumped faraday optical filter」,发表于1996-04-30,发行于1996-04-30,指定于United States Army
- US patent 5573927,Nelson, Wilfred H,「Antibiotic susceptibility test」,发表于1996-11-12,发行于1996-11-12
- US patent 5710652,Bloom, Scott H; Korevaar, Eric & Chan, Victor et al.,「Laser communication transceiver and system」,发表于1998-01-20,发行于1998-01-20,指定于Trex Communications
- US patent 5731585,Menders James H & Korevaar, Eric,「Voigt filter」,发表于1998-03-24,发行于1998-03-24,指定于Thermotrex Corp
- US patent 7058110,Zhao, Zhong-Quan; Lefebvre, Michael Joseph & Lesli, Daniel H,「Excited state atomic line filters」,发表于2006-06-06,发行于2006-06-06,指定于Trex Enterprises Corp

## 扩展阅读
- H. Chen; M. A. White; D. A. Krueger; C. Y. She. . Optics Letters. 1996, 21 (15): 1093–1095  [2020-09-05]. doi:10.1364/OL.21.001093. （原始内容存档于2020-12-18）.
- H. Chen; C. Y. She; P. Searcy; E. Korevaar. . Optics Letters. 1993-06, 18 (12): 1019–1021. doi:10.1364/OL.18.001019.